# Henry-Louis Dubly
Pour les articles homonymes, voir Dubly.
Henry-Louis Dubly, né le 5 mai 1901 à Roubaix et mort le 15 avril 1985 à Saint-Malo, est un écrivain et poète français.

## Biographie
Après le Collège Stanislas, où il eut Pierre Lasserre comme professeur de philosophie, il fit des études de Lettres (licence de Philosophie et de Droit) à l'Université Libre de Lille .
Ses talents d'orateur le poussent à participer à de nombreuses conférences, soit concernant la condition des étudiants au sortir de la Grande Guerre, soit concernant la promotion de la culture sous toutes ses formes, soit concernant la promotion du régionalisme en tant que fondateur en 1922 (avec Achille Glorieux (1883-1965), qui semble avoir joué également plus tard un rôle important dans la création de l'Association des Parents d'élèves de l'Enseignement Libre (APEL) et qui fut le père de l'évêque Achille Glorieux) et en tant que premier président des Jeunesses Régionalistes du Nord en 1922 et 1923,,.
Auteur militant régionaliste, profondément attaché à la région des Flandres franco-belge, il est également un fervent défenseur de l'amitié internationale dès ses débuts (Les mains tendues). 
Après son service militaire en 1923-1924, il commence sa carrière par de nombreuses biographies, comptes-rendus et quelques romans, tous publiés à la maison d'édition du Mercure de Flandre, fondée par Valentin Bresle.
Ce sont surtout ses biographies qui lui vaudront d'être primé à deux reprises par l'Académie Française : une fois par le prix Montyon en 1927 pour sa biographie du cardinal Désiré-Joseph Mercier, sortie l'année suivant son décès, une seconde fois par le prix Louis-Paul Miller en 1942 pour sa biographie du maréchal Hubert Lyautey, sortie en 1931.
Il est membre fondateur de l'Académie Septentrionale en 1935, et sera, toute sa vie durant, très actif au niveau associatif dans de nombreuses académie de lettres et d'auteurs (Rosati de Flandres en 1930).
À partir de 1925, il mène en parallèle une carrière d'industriel à Roubaix, en tant que fabricant de tissu popeline, jusqu'à la liquidation de l'affaire en 1940. En 1936, il est décoré Chevalier du Mérite Agricole. En 1937, il est nommé Conseiller du Commerce Extérieur.
En 1936, il est consul général de Lithuanie jusqu'à la disparition du pays en 1940.
Après-guerre, il rejoint Joseph Zamanski à l'École des Chefs d'Entreprise (E.C.E.) au 100 rue de l'Université, Paris 7e sous l'égide de la Confédération Française des Professions (C.F.P.) (dont il est secrétaire général à l'époque) puis dirige l'École pendant 10 ans, de 1945 à 1955, ainsi que la revue Professions,. En 1949, Il est décoré Officier de l'Ordre du Mérite social.
Son dernier ouvrage, Ponts de Paris à travers les siècles, édité en 1957, continue à faire référence sur les ponts de Paris, notamment grâce à sa documentation et à sa richesse iconographique.

## Vie privée
Il se marie en 1927 avec Marie Heyndrickx, issue d'une grande famille bourgeoise de Roubaix, la famille Prouvost (nièce de Amédée Prouvost, poète, et petite-cousine de Jean Prouvost, industriel, patron de presse et homme politique français). 
Ils sont les parents du peintre Hervé Dubly (1935-2005).

## Distinctions et vie associative
- 1926 : membre du Cercle Interallié[19]
- 1927 : Prix Montyon de l'Académie française pour Le cardinal Mercier
- 1927-1935 : chroniqueur régulier au Mercure de Flandre puis au Mercure Universel
- 1929 : membre du Comité France-Amérique[20]
- 1930 : membre de la Société des Orateurs et Conférenciers (S.O.C.)[21]
- 1930 : membre des Rosati de Flandres[8]
- 1934 : Président de la Société des conférences littéraires
- 1935 : Prix de littérature de la Société des sciences, de l'agriculture & des arts de Lille[22]
- 1935 : membre fondateur de l'Académie Septentrionale[6],[7]
- 1936 : Chevalier du Mérite Agricole[11]
- 1936-1940 : Consul de Lithuanie à Lille[13]
- 1937: membre de la Commission historique du département du Nord[23]
- 1937 : Conseiller du Commerce Extérieur[12]
- 1942 : Prix Louis-Paul-Miller de l'Académie française pour Lyautey-le-magicien
- 1947 : Secrétaire Général de l'Association des Chevaliers Pontificaux[24]
- 1949 : Officier de l'Ordre du Mérite social[16]

## Articles
- 1928 : « Amédée Prouvost », Flambeau du Nord[25]
- 1929 : « Chronique régionale : la vie en Flandre », Nord, mai-juin 1929[26]
- 1949 : « La réunion internationale de Tilburg », La Croix, 16 avril 1949[27]

## Conférences et émissions de radio
- 18 février 1923 : « Paul Claudel » , Cercle d'Étude Saint-François de Sales (Roubaix, France)[28]
- 6 janvier 1927 : « Le folklore flamand », Radio P.T.T. (Paris)[29]
- 7 décembre 1927 : « L'Écosse », Société de géographie de Rochefort (Rochefort, France)[30]
- 27 février 1934 : « L'oeuvre du Maréchal Lyautey », Comité de propagande coloniale de la Charente-Inférieure (La Rochelle, France)
- 22 novembre 1937 : « La Lithuanie », Société de géographie de Rennes, Cinema-Palace (Rennes, France)[31]
- 9 janvier 1938 : « Au pays de l'or septentrional, la Lithuanie », Société de géographie de Toulouse, Hôtel d'Assézat (Toulouse, France)[32]
- 24 janvier 1939 : « Le dernier romantique, Gabriel d'Annunzio », Salle des conférences de la Société Industrielle (Saint Quentin, France)[33]

## Œuvres[34]
- Sous le signe du Lion : études et silhouettes de Flandre, Lille, Mercure de Flandre (1925).
- Les mains tendues : essais et poèmes d'amitié suivis d'une anthologie (préfacé par Henry de Montherlant) (lithographies d'Albert Dequesne), Lille, Mercure de Flandre (1926)[35].
- Le caducée et le carquois (correspondance du sieur Barrois et de sa femme), Lille, Mercure de Flandre (1926)[36],[37].
- Le cardinal Mercier (prix Montyon de l'Académie française), Lille, Mercure de Flandre (1927) (Traduit en anglais en 1949 : Cardinal Mercier: Primate of Belgium, Mercier Press)[38].
- À l'ombre du vieil érable, récit des fêtes franco-canadiennes en Flandre, Mai 1927 (avant-propos de Jean Bruchesi), Lille, Mercure de Flandre (1928)[39].
- Le Prince poète au Jardin des lettres françaises. Charles Adolphe Cantacuzène (en) et son oeuvre, Lille, Mercure de Flandre (1928).
- La gloire et la femme (Roman) (co-écrit avec Sylvain Bonmariage), Lille, Mercure de Flandre (1929)
- Adélaïde, chanoinesse de Noirmont (Roman), Lille, Mercure de Flandre (1929).
- L'imposteur (Roman), Lille, Mercure de Flandre (1929).
- La vie ardente de Georges Clémenceau (deux volumes), Lille, Mercure de Flandre (1930)[40].
- La Tchécoslovaquie : la nouvelle Europe, Lille, Mercure de Flandre (1931).
- Lyautey-le-magicien, (prix Louis-Paul-Miller de l'Académie française), Lille, Mercure de Flandre (1931).
- Un art populaire survivant : Les Marionnettes de Roubaix, Paris, Mercure Universel (1931).
- L'Idée goethienne des "Cavaliers de Dieu", Saint-Étienne, Édition des Amitiés (1939)[41].
- Plongées (préfacé par Henriette de Belgique, duchesse de Vendôme), Paris, Impr. de M. Blondin (1946).
- Vers un ordre économique et social, Eugène Mathon, 1860-1935, sa vie, ses idées, ses œuvres (Préfacé par André Siegfried, fondateur de Sciences Po), Paris, Impr. de M. Blondin (1946).
- La Vie et la survie de Guy de Fontgalland devant la psychologie, la critique et l'histoire, Paris, E.P.E.E. (1947).
- Sculpter sa statue (Préfacé par François Hébrard), Paris, J. Oliven (1956).
- Ponts de Paris à travers les siècles (préfacé par Francis Carco) (photographies de Marcel Bovis, Gilbert Houel, René-Jacques), Paris, Édition des deux mondes (1957).